# Orconte
Orconte és un municipi francès, situat al departament del Marne i a la regió del Gran Est. L'any 2007 tenia 416 habitants.

## Demografia

### Població
El 2007 la població de fet d'Orconte era de 416 persones. Hi havia 180 famílies, de les quals 44 eren unipersonals (20 homes vivint sols i 24 dones vivint soles), 56 parelles sense fills, 72 parelles amb fills i 8 famílies monoparentals amb fills.
La població ha evolucionat segons el següent gràfic:
Habitants censats

### Habitatges
El 2007 hi havia 223 habitatges, 174 eren l'habitatge principal de la família, 42 eren segones residències i 7 estaven desocupats. 219 eren cases i 1 era un apartament. Dels 174 habitatges principals, 141 estaven ocupats pels seus propietaris, 24 estaven llogats i ocupats pels llogaters i 9 estaven cedits a títol gratuït; 6 tenien dues cambres, 18 en tenien tres, 47 en tenien quatre i 103 en tenien cinc o més. 151 habitatges disposaven pel capbaix d'una plaça de pàrquing. A 65 habitatges hi havia un automòbil i a 91 n'hi havia dos o més.

### Piràmide de població
La piràmide de població per edats i sexe el 2009 era:
| Homes | Edats   | Dones |
| ----- | ------- | ----- |
| 0     | 95 o +  | 0     |
| 0     | 90 a 94 | 0     |
| 0     | 85 a 89 | 4     |
| 4     | 80 a 84 | 0     |
| 4     | 75 a 79 | 16    |
| 4     | 70 a 74 | 8     |
| 12    | 65 a 69 | 4     |
| 16    | 60 a 64 | 12    |
| 4     | 55 a 59 | 8     |
| 24    | 50 a 54 | 8     |
| 12    | 45 a 49 | 12    |
| 28    | 40 a 44 | 32    |
| 12    | 35 a 39 | 32    |
| 12    | 30 a 34 | 4     |
| 16    | 25 a 29 | 16    |
| 4     | 20 a 24 | 12    |
| 12    | 15 a 19 | 12    |
| 32    | 10 a 14 | 28    |
| 20    | 5 a 9   | 16    |
| 12    | 0 a 4   | 4     |

## Economia
El 2007 la població en edat de treballar era de 271 persones, 189 eren actives i 82 eren inactives. De les 189 persones actives 167 estaven ocupades (105 homes i 62 dones) i 22 estaven aturades (9 homes i 13 dones). De les 82 persones inactives 21 estaven jubilades, 30 estaven estudiant i 31 estaven classificades com a «altres inactius».

### Ingressos
El 2009 a Orconte hi havia 179 unitats fiscals que integraven 442 persones, la mediana anual d'ingressos fiscals per persona era de 16.161 €.

### Activitats econòmiques
Dels 14  establiments que hi havia el 2007, 1 era d'una empresa extractiva, 1 d'una empresa alimentària, 3 d'empreses de fabricació d'altres productes industrials, 1 d'una empresa de construcció, 3 d'empreses de comerç i reparació d'automòbils, 1 d'una empresa de transport, 1 d'una empresa d'hostatgeria i restauració i 3 d'empreses classificades com a «altres activitats de serveis».
L'únic servei als particulars que hi havia el 2009 era una empresa de construcció.
Dels 2 establiments comercials que hi havia el 2009, 1 era una botiga de menys de 120 m² i 1 una fleca.
L'any 2000 a Orconte hi havia 9 explotacions agrícoles que ocupaven un total de 470 hectàrees.

## Poblacions més properes
El següent diagrama mostra les poblacions més properes.